# St. Antonius (Unteregg)

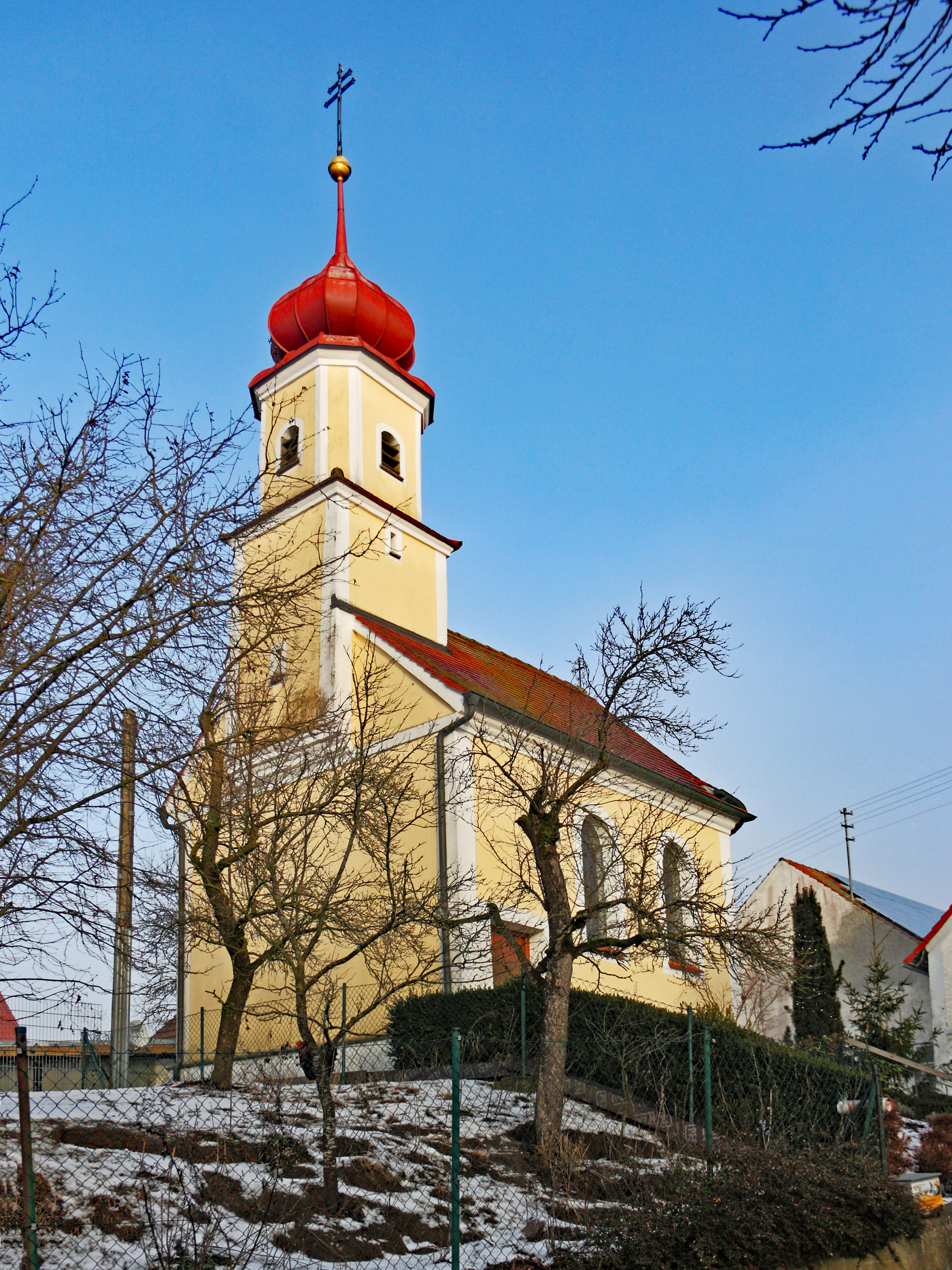
St. Antonius in Unteregg

Die römisch-katholische Kapelle St. Antonius steht in Unteregg, einem Gemeindeteil von Roggenburg im bayerisch-schwäbischen Landkreis Neu-Ulm von Bayern und ist dem Antonius von Padua geweiht. Das Bauwerk ist in der Liste der Baudenkmäler in Roggenburg (Bayern) als Baudenkmal unter der Nr. D-7-75-149-33 eingetragen.

## Beschreibung
Die um 1730 gebaute Saalkirche besteht aus einem Langhaus und einem eingezogenen, halbrunden Chor im Osten. Über der Fassade im Westen erhebt sich ein quadratischer Giebelreiter, dessen Glockengeschoss mit abgeschrägten Ecken mit einer Zwiebelhaube bedeckt ist. Auf den 1733 entstandenen Wandmalereien im Innenraum des Chors sind Laurentius von Rom und der heilige Mauritius dargestellt. Die Fresken an der Decke, im Chor als Kreuzreliquiar und im Langhaus als Jüngstes Gericht, hat um 1792 Konrad Huber geschaffen. 